# Eugénie Niboyet
Eugénie Niboyet (11 de setembre del 1799 - 6 de gener del 1883) fou una escriptora i periodista de l'estat francés, figura destacada del feminisme.

## Biografia
Eugénie Niboyet (Mouchon de nom de soltera) nasqué l'11 de setembre del 1799 a Montpeller (Occitània, estat francés) i va morir el 6 de gener del 1883 a París. El seu pare, Georges-Louis Mouchon (1764-1842) era originari de Ginebra (Suïssa), farmacèutic a Montpeller i Lió; i sa mare fou Marguerite Gal-Ladeveze. Eugénie era neta de Pierre Mouchon (1733-1797), pastor protestant genovés, autor d'una taula analítica de l'Encyclopédie de Diderot i d'Alembert.
Va consagrar la seua vida a escriure, amb l'objectiu de remarcar els drets de les dones per lluitar per la igualtat entre sexes. Eugénie proporciona trets autobiogràfics en la darrera part de Le Vrai Livre des femmes: “provinc d'una família de lletrats, d'origen genovés” escriu. El seu pare, al qual presenta com a originari de l'estat francés per haver estat “educat en la facultat de Medicina de Montpeller”, exercí la professió d'apotecari a partir del 1783.
Eugénie, en aquesta obra, destaca la importància de l'origen genovés en l'obertura del seu pare a les idees de la Revolució, però també la seua moderació, el seu “rebuig als excessos”, la qual cosa li permeté refugiar-se a Cevenes per a escapar de la forca. Ell va tenir problemes professionals durant el canvi de règim, i hagué de deixar la ciutat juntament amb la seua família, per a anar a Lió, on va tornar a exercir de farmacèutic. Es casà amb Marguerite Gal-Ladeveze, a qui Eugénie presenta com la “filla d'un pastor de Gard”.
Georges Louis Mouchon educà els seus tres fills amb “respecte i amor” a Bonaparte. Louis, ajudant del general Teste, va morir el 1812, en la batalla de Borodinó. Durant la Restauració, la família visqué a Lió, i Eugénie quedà marcada per l'arrest d'una part de la seua família i per les seues visites a la presó. Això no li va impedir afirmar que “en aquest temps la meua religió era l'imperi, el meu ídol Napoleó primer”.
Eugénie tenia 3 germanes: Sophie, Elisa i Alexandrine (anomenada Aline). La seua germana Alexandrine es casà amb François Juif, advocat i fourierista, cosí de Julie Vigoreux i Víctor Considerant.
Eugénie es casà amb Paul-Louis Niboyet, el 8 d'octubre del 1822, advocat fill de Jean Niboyet, nomenat noble el 1810 per Napoleó I. En la seua autobiografia Eugénie posa l'accent en la unió de la seua família amb Napoleó. “Com a filla de l'imperi només em podia casar amb un imperialista”. Vivien a Mâcon, on Paul-Louis exercia d'advocat. El seu únic fill, Jean Alexandre Paulin Niboyet (1825-1906), escrivia amb el pseudònim de Fortunio Niboyet.(5)

### Inici de l'escriptora
Va arribar a París el 4 de novembre del 1829 i començà a guanyar-se la vida amb l'escriptura. Ja s'havia donat a conéixer abans, sobretot amb obres de caràcter filantrop liberal.
El 1830, participà en un concurs de la Societat de moral cristiana, amb Des aveugles et de leur éducation (Sobre els cecs i la seua educació).(5) Era un escrit notable i compartí el premi amb Pierre-Armand Dufau.
Després participà amb el tema de l'abolició de la pena de mort, en un concurs obert per la mateixa societat, i tornà a guanyar. Aquests premis li donaren gran notorietat.
El 1837, va escriure dues obres: Le Protecteur, un vodevil d'un acte, que s'estrenà el 10 de maig del 1937 al Théâtre de Vaudeville, i La Justice au village, una comèdia representada al Théâtre de M. Comte el 23 de desembre del mateix any. El 1840, escrigué una obra dramàtica infantil, L’Atelier de David ou els Jeunes peintres, vodevil d'un acte, coescrita amb Mélania Dumont.

### Trajectòria
Entrà en la Société de la morale chrétienne, i s'implicà en temes socials, sobretot en la reforma de les presons, activitat que la posà en contacte amb l'activista anglesa Elizabeth Fry; també lluità per la millora de l'educació i l'abolició de l'esclavitud en les colònies franceses.
El 1830, la Société de la morale chrétienne compartia sales de conferències amb els saintsimonians. Eugénie, conquistada per les seues idees, s'hi uní al moviment juntament amb el seu espòs i el seu fill. El 29 de juliol del 1830, Prosper Enfantin nomenà quatre dones membres del col·legi: Aglaé Saint-Hilaire, Caroline Simon, Mme. Collars i Eugénie Niboyet.
El conflicte entre els dos pares, Saint-Amand Bazard i Prosper Enfantin, i la voluntat d'aquest de canviar les regles de moral sexual, establint la comunitat de les dones, l'escissió de Bazard i l'orientació radicalment religiosa donada per Enfantin provocaren moltes baixes, i Eugénie se n'allunyà, tot i que en mantingué les idees sobre economia.
Eugénie formà part d'un grup de dones que crearen la primera revista escrita íntegrament per dones: La Femme Lliure, de Marie-Reine Guindorf i Désirée Véret.
Com les dues fundadores i algunes participants en els primers números de La Femme Lliure, s'acostà al moviment de Charles Fourier que presentava el tracte a les dones com la mesura més real progressista social. Així conegué Flora Tristan.
Eugénie Niboyet pensava que s'esforçava massa per a donar a conéixer les seues idees en un temps en què campava el masclisme. Desitjava utilitzar un llenguatge que seria comprés molt més tard, lluitar per un sexe que es conformava amb el seu present més que imposar el seu futur, que es preocupava dels seus anhels més que dels seus drets. Eugénie es va mostrar més determinada a canviar el món i continuà estenent la seua propaganda; lluità pel progrés social i l'avanç intel·lectual de les dones i fundà el 1833 El consell de la dona a Lió.
Cofundà el 1834 L’Athénée des femmes, on les dones rebien un ensenyament superior. Obtingueren del govern l'accés a una biblioteca. Fou redactora en cap del setmanal La Paix des deux mondes, écho des sociétés du país, du commerce, de l'industrie, des sciences, de la littérature et des arts, del 15 de febrer al 17 d'octubre del 1844 i després de la revolució de febrer fundà el butlletí La voix des femmes, en què reclamava igualtat de drets per a les dones.
El juliol del 1836, torna a París i funda La Gazette des Femmes amb l'ajuda d'alguns amics com Charles-Fréderic Herbinot de Mauchamps, una mena de club que reunia els redactors i subscriptors per a secundar i gestionar el diari, i per a debatre, sobretot sobre la lluita per l'exercici dels drets polítics i cívics de les dones. Eugénie aplegà algunes dones durant aquestes reunions setmanals, com ara Flora Tristan, Hortense Allart, Anaïs Ségalas, entre altres feministes.
El 7 de juliol del 1936 obté una patent de deu anys per una tinta indeleble.

### Defensora feminista i política
La revolució de 1848 generà una nova esperança, especialment per l'aixecament de restricció de reunions, que va permetre la proliferació de grups que defensaven els drets de les dones.
Al març del 1848, Eugénie Niboyet funda i dirigeix un diari que només tractava temes feministes. La Voix des Femmes, subtitulat “periòdic socialista i polític, òrgan d'interés per a totes les dones”, fou el primer diari francés feminista. Sota el model del club de La Gazette des Femmes, La Voix des Femmes aviat tingué un club polític en què participarien moltes feministes implicades en les petites edicions precedents, com Jeanne Deroin, Désirée Gay, Suzanne Voilquin, Elisa Lemonnier i Anaïs Ségalas, però també autores populars com ara Gabrielle Soumet, Amélie Prai, Adèle Esquiros, etc. En aquest moviment també s'implicaren alguns hòmens com Jean Macé o Paulin Niboyet, el seu fill.
El club defensava reformes favorables a les dones en l'àmbit domèstic i polític. L'extensió del dret al vot a tots els hòmens provocà una iniciativa, el 6 d'abril: <i>La Voix des Femmes</i> proposà la candidatura de George Sand a l'Assemblea constituent. Sand desautoritzà aquesta iniciativa i jutjà durament aquestes dones que ella afirmava no conéixer. Això es girà contra les promotores de la iniciativa i el govern decidí posar fi als clubs de dones. El 20 de juny, Eugénie Niboyet, descoratjada i ferida, tanca la publicació de La Voix des Femmes, i les feministes es dispersen per a evitar la repressió.

### Fi de la seua vida
Eugénie Niboyet es retirà de la vida pública i s'exilià a Ginebra, on va viure amb dificultats fent traduccions d'obres de Charles Dickens i infantils, editades per Lydia Maria i Maria Edgeworth. La indemnització literària que se li va atribuir el 1839 li fou cancel·lada i mai li la retribuïren.
Tornà a escriure, però, després de la Comuna de París per a donar suport a les peticions d'indult dels condemnats a pena de mort.
El 1860, Eugénie Niboyet torna a França i publica al 1863 Le Vrai Livre des femmes. Les seues cartes a Léon Richer, director de la revista Le Droit des femmes, mostren que continuava interessada en el moviment feminista.
El 1864, publicà el Journal pour toutes per tal de millorar l'educació de les dones.
Mor a París el 6 de gener del 1883, amb 85 anys.

## Obres
-De la nécessité d'abolir la peine de mort, Paris, Louis Babeuf, 1836
-Dieu manifeste par les œuvres de la création. París, Didier, 1842.
-Lucien, Paris, Langlois et Leclercq, 1845, 1 vol.
- Els Borotin; La chanoinesse; Une seconde Borgia. París, E. Dentu, 1879.
- Des aveugles et de leur éducation, Paris, P.-H. Krabbe,1837.